# Arion vulgaris
Loche méridionale, Limace espagnole
Ne doit pas être confondu avec Arion lusitanicus, qui partage les mêmes noms vernaculaires.
Espèce
Synonymes
- Arion lusitanicus auct. non (en) Mabille

La Loche méridionale (Arion vulgaris), ou Limace espagnole, est une espèce de mollusques gastéropodes de la famille des Arionidae.

## Dénominations
- Nom scientifique valide : Arion vulgaris Moquin-Tandon, 1855[1],
- Noms vulgaires (vulgarisation scientifique) : Loche méridionale, Limace espagnole[2],[3], Limace ibérique[4], Loche commune[5].

## Description

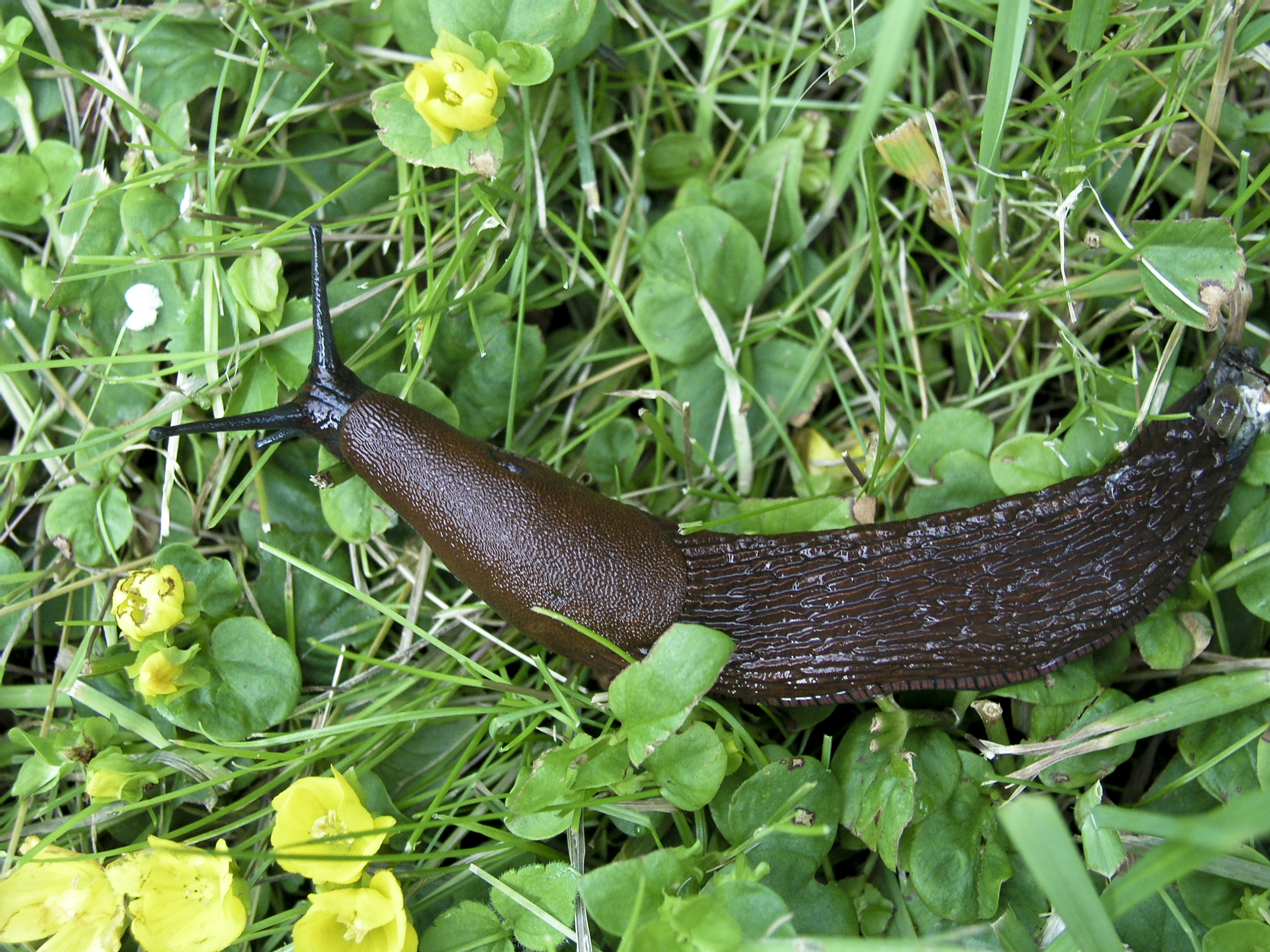
Un spécimen brun foncé à Stockholm, en Suède.

Cette limace atteint 7 à 15 cm de long. Sa couleur est variable, mais elle est le plus souvent brun-rouge à noire.

## Distribution

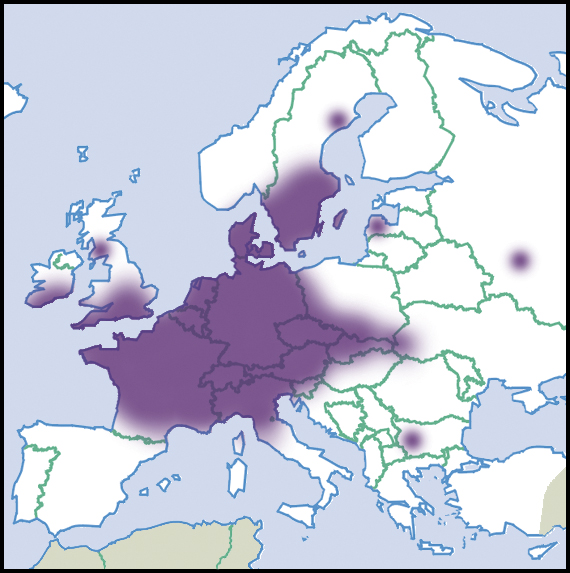
Carte de l'aire de répartition dArion vulgaris.

On la trouve dans l'Ouest et le Sud-Ouest de l'Europe, dans les lieux cultivés ou non, comme les prairies, les haies ou les bois.

## Confusions possibles

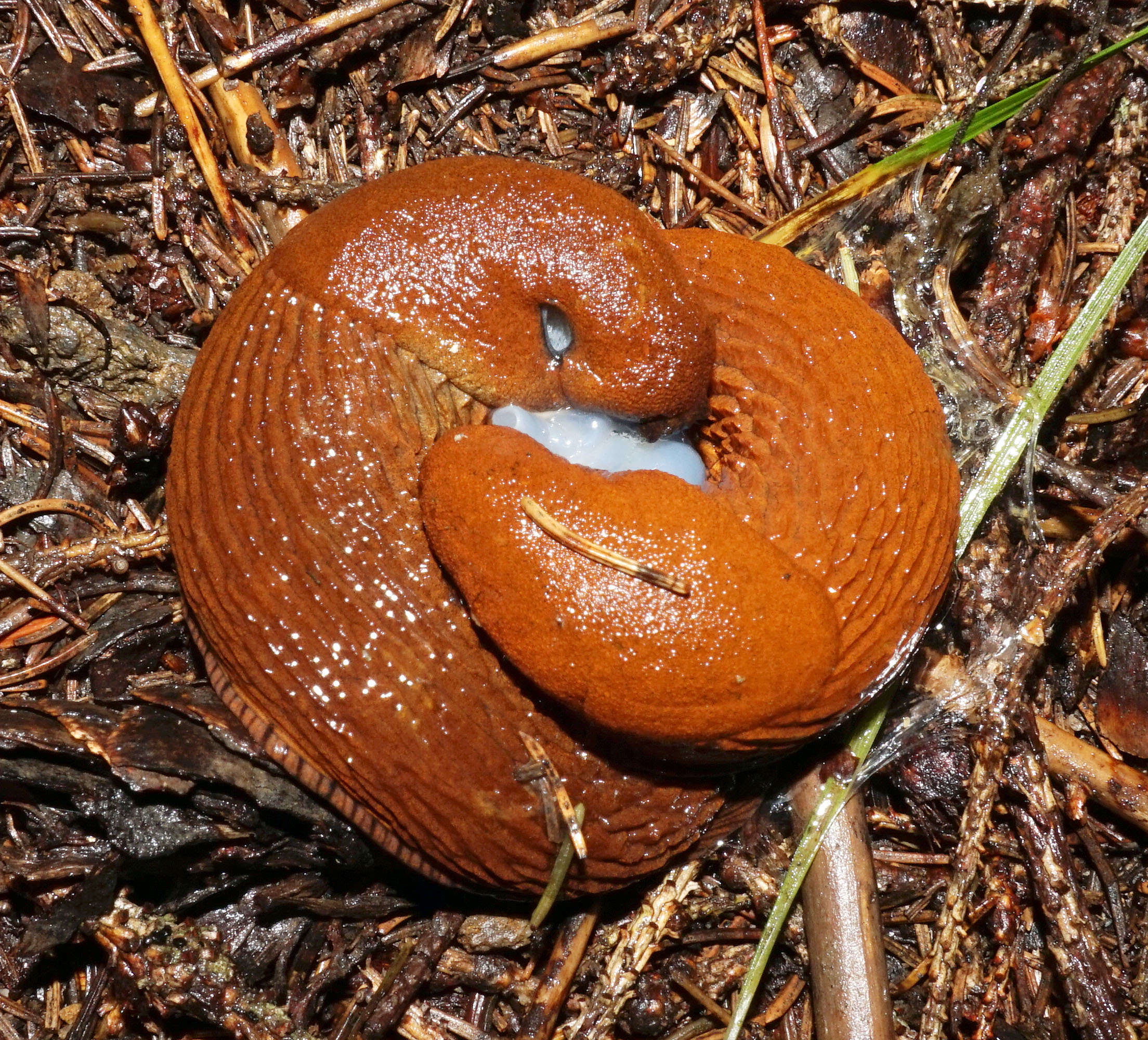
Accouplement de deux spécimens orangés, dans le Tyrol, en Autriche.

Cette loche peut être aisément confondue avec des espèces à la morphologie similaire, comme Arion ater ou Arion rufus.
Dans la littérature scientifique, Arion vulgaris Moquin-Tandon, 1855 est souvent confondu avec Arion lusitanicus Mabille, 1868. Le premier a longtemps été nommé par erreur Arion lusitanicus auct. non Mabille et le second est en réalité une espèce endémique du Portugal. Compte tenu de cela, les deux espèces partagent les mêmes noms vernaculaires dans de nombreuses publications et sont encore souvent associées dans les bases de données taxonomiques. Les deux espèces diffèrent sur leur anatomie interne, la forme du spermatophore et le nombre de chromosomes.[réf. nécessaire]

## Espèce invasive
Contrairement à l'idée reçue, il ne s'agit pas d'une espèce invasive en Europe centrale et de l'ouest. Son nom vulgaire de "limace espagnole" a laissé penser qu'elle était originaire de la péninsule ibérique. Des recherches de l'Université Goethe de Francfort, basée sur l'ADN des limaces européennes ont montré qu'Arion vulgaris est en réalité originaire du nord-ouest de l'Europe (France, Allemagne, Benelux...) et qu'elle est très peu représentée dans la péninsule.
À la suite du transport de matériels provenant ou ayant traversé les pays européens où vit cette limace, diverses régions d'Amérique du Nord ont vu naître une forme plus résistante et parasitaire de cette espèce. Dans les années 1980, des œufs de Arion vulgaris ont été transportés dans la province de Québec (Canada) et l'espèce, en plus de s'être adaptée aux changements rudes des saisons, a connu une expansion territoriale rapide et s'est étendue jusqu'au Maine (États-Unis) et l'Est de la province de l'Ontario. En 2008, dans certaines régions du Québec un projet « d'élimination » de l'Arion vulgaris a vu le jour, à la suite de milliers de plaintes de la part des résidents et cultivateurs qui ont vu l'envahisseur détruire des récoltes et potagers, parfois, en une seule nuit. En 2009, le projet a été repoussé à la suite de la découverte que « l'invasion de l'Arion vulgaris est plus importante qu'estimée ».[réf. nécessaire]